# Tweede Kamerverkiezingen in het kiesdistrict Emmen

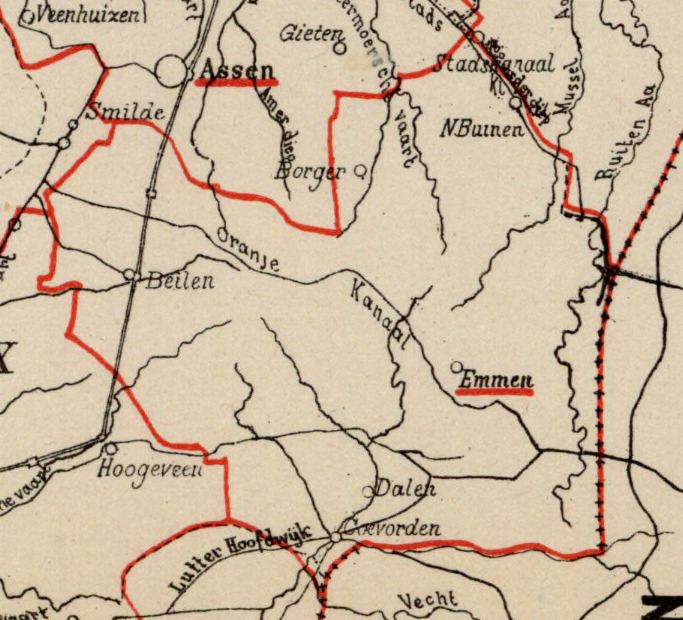
Kiesdistrict Emmen (1888)

Tweede Kamerverkiezingen in het kiesdistrict Emmen geeft een overzicht van verkiezingen voor de Nederlandse Tweede Kamer in het kiesdistrict Emmen in de periode 1888-1918.
Het kiesdistrict Emmen werd ingesteld na de grondwetsherziening van 1887. Tot het kiesdistrict behoorden de volgende gemeenten: Beilen, Borger, Coevorden, Dalen, Emmen, Odoorn, Oosterhesselen, Schoonebeek, Sleen, Westerbork en Zweeloo.
Legenda
- cursief: in de eerste verkiezingsronde geëindigd op de eerste of tweede plaats, en geplaatst voor de tweede ronde;
- vet: gekozen als lid van de Tweede Kamer.

## 6 maart 1888
De verkiezingen werden gehouden na vervroegde ontbinding van de Tweede Kamer.
|                           | 6 maart |
| ------------------------- | ------- |
| Kiesgerechtigden          | 1.961   |
| Opkomst                   | 1.396   |
| Geldige stemmen           | 1.395   |
| Blanco stemmen            | 1       |
| Kandidaten                |         |
| H.J. Smidt                | 869     |
| H.M.J. van Asch van Wijck | 502     |

## 9 juni 1891
De verkiezingen werden gehouden na ontbinding van de Tweede Kamer.
|                  | 9 juni |
| ---------------- | ------ |
| Kiesgerechtigden | 2.057  |
| Opkomst          | 1.347  |
| Geldige stemmen  | 1.340  |
| Blanco stemmen   | 4      |
| Kandidaten       |        |
| H.J. Smidt       | 945    |
| J. van Alphen    | 385    |

## 10 september 1891
Hendrik Smidt, gekozen bij de verkiezingen van 9 juni 1891, nam zijn benoeming niet aan vanwege zijn toetreding op 21 augustus 1891 tot het na de verkiezingen geformeerde kabinet-Van Tienhoven. Om in de ontstane vacature te voorzien werd een naverkiezing gehouden.
|                  | 10 september |
| ---------------- | ------------ |
| Kiesgerechtigden | 2.057        |
| Opkomst          | 1.027        |
| Geldige stemmen  | 1.025        |
| Blanco stemmen   | 1            |
| Kandidaten       |              |
| P.H. Roessingh   | 599          |
| J.P. Havelaar    | 177          |
| J.E. Scholten    | 136          |
| W. Tijmes        | 107          |

## 10 april 1894
De verkiezingen werden gehouden na vervroegde ontbinding van de Tweede Kamer.
|                  | 10 april |
| ---------------- | -------- |
| Kiesgerechtigden | 2.143    |
| Opkomst          | 516      |
| Geldige stemmen  | 507      |
| Blanco stemmen   | 8        |
| Kandidaten       |          |
| P.H. Roessingh   | 492      |

## 15 juni 1897
De verkiezingen werden gehouden na ontbinding van de Tweede Kamer.
|                     | 15 juni |
| ------------------- | ------- |
| Kiesgerechtigden    | 5.848   |
| Opkomst             | 3.517   |
| Geldige stemmen     | 3.490   |
| Blanco stemmen      | 27      |
| Kandidaten          |         |
| P.H. Roessingh      | 2.769   |
| M.H.A. van der Valk | 721     |

## 14 juni 1901
De verkiezingen werden gehouden na ontbinding van de Tweede Kamer.
|                  | 14 juni |
| ---------------- | ------- |
| Kiesgerechtigden | 5.421   |
| Opkomst          | 2.268   |
| Geldige stemmen  | 2.239   |
| Blanco stemmen   | 29      |
| Kandidaten       |         |
| P.H. Roessingh   | 1.854   |
| T. Heemskerk     | 385     |

## 16 juni 1905
De verkiezingen werden gehouden na ontbinding van de Tweede Kamer.
|                  | 16 juni |
| ---------------- | ------- |
| Kiesgerechtigden | 7.304   |
| Opkomst          | 6.202   |
| Geldige stemmen  | 6.113   |
| Blanco stemmen   | 89      |
| Kandidaten       |         |
| P.H. Roessingh   | 4.140   |
| P. Wielinga      | 1.973   |

## 11 juni 1909
De verkiezingen werden gehouden na ontbinding van de Tweede Kamer.
|                  | 11 juni |
| ---------------- | ------- |
| Kiesgerechtigden | 8.809   |
| Opkomst          | 6.600   |
| Geldige stemmen  | 6.498   |
| Blanco stemmen   | 102     |
| Kandidaten       |         |
| P.H. Roessingh   | 4.116   |
| P. Wielinga      | 1.990   |
| A. van der Heide | 392     |

## 17 juni 1913
De verkiezingen werden gehouden na ontbinding van de Tweede Kamer.
|                     | 17 juni |
| ------------------- | ------- |
| Kiesgerechtigden    | 10.440  |
| Opkomst             | 8.671   |
| Geldige stemmen     | 8.563   |
| Blanco stemmen      | 108     |
| Kandidaten          |         |
| H. Goeman Borgesius | 4.685   |
| G. Hofstede         | 2.666   |
| J.A. Bergmeyer      | 1.212   |

## 28 februari 1917
Hendrik Goeman Borgesius, gekozen bij de verkiezingen van 17 juni 1913, overleed op 18 januari 1917. Om in de ontstane vacature te voorzien werd een tussentijdse verkiezing gehouden.
|                   | 28 februari |
| ----------------- | ----------- |
| Kiesgerechtigden  | 11.929      |
| Opkomst           | 5.191       |
| Geldige stemmen   | 5.123       |
| Blanco stemmen    | 68          |
| Kandidaten        |             |
| J. Sibinga Mulder | 3.213       |
| J.A. Bergmeyer    | 1.910       |

## 15 juni 1917
De verkiezingen werden gehouden na ontbinding van de Tweede Kamer.
|                   | 15 juni |
| ----------------- | ------- |
| Kiesgerechtigden  | 12.131  |
| Kandidaten        |         |
| J. Sibinga Mulder |         |

De zeven in de vorige Tweede Kamer vertegenwoordigde partijen hadden afgesproken in elkaars kiesdistricten geen tegenkandidaten te stellen. Sibinga Mulder was derhalve de enige kandidaat; hij werd zonder nadere stemming gekozen verklaard.

## Opheffing
De verkiezing van 1917 was de laatste verkiezing voor het kiesdistrict Emmen. In 1918 werd voor verkiezingen voor de Tweede Kamer overgegaan op een systeem van evenredige vertegenwoordiging met kandidatenlijsten van politieke partijen.